# Armsia petasus
Armsia petasus és una espècie de gastròpode eupulmonat terrestre de la família Amastridae endèmica de Hawaii.

## Distribució geogràfica
Es troba als Estats Units: les Illes Hawaii.

## Estat de conservació
Els seus principals problemes són la pèrdua del seu hàbitat natural i la predació per part d'espècies introduïdes (rates, caragols i platihelmints).